# Relaciones Portugal-Uruguay
Las Relaciones Portugal-Uruguay se refiere a las relaciones bilaterales entre la República Portuguesa y la República Oriental del Uruguay. Ambas naciones son miembros de la Naciones Unidas  y la Organización de los Estados Iberoamericanos. 

## Historia

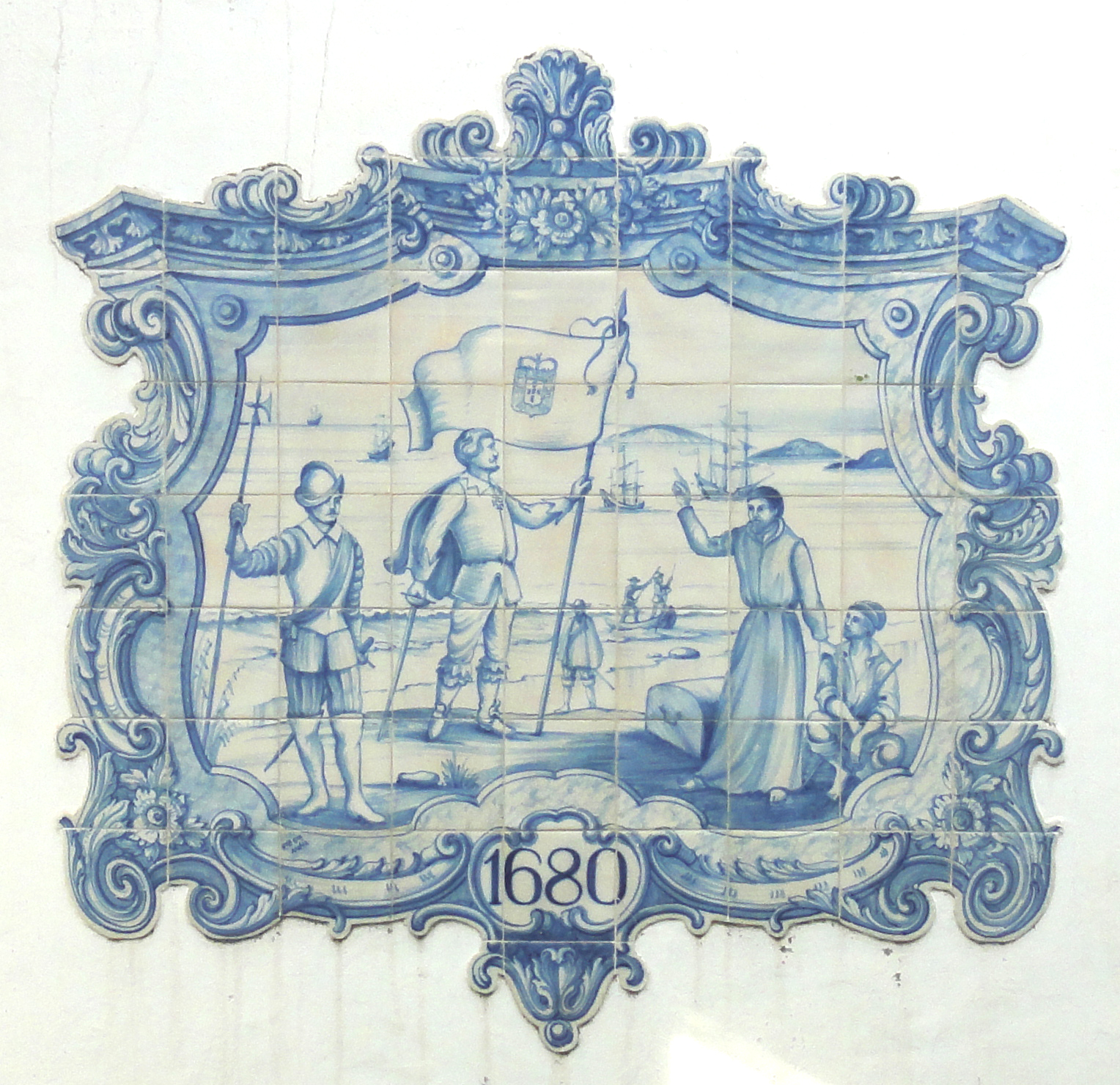
Azulejo portugués que demuestra la fundación de Colonia del Sacramento para Portugal en 1680.

En 1680, colonos portugueses establecieron Colônia do Sacramento en la orilla norte del Río de la Plata, en la costa opuesta de Buenos Aires. La actividad colonial española aumentó cuando España trató de limitar la expansión de Portugal de las fronteras de Brasil. Los españoles también se movilizaron para capturar Colonia del Sacramento. El Tratado de Madrid de 1750 aseguró el control español sobre la Banda Oriental (actual Uruguay) y estableció las fronteras entre España y Portugal.
En 1776, se estableció el nuevo Virreinato del Río de la Plata con su capital en Buenos Aires e incluyó el territorio de la Banda Oriental. En 1816, Portugal conquistó la Banda Oriental de España e incorporó el territorio en el Reino Unido de Portugal, Brasil y Algarve y se convirtió en la Provincia Cisplatina dentro de Brasil. En 1824, después del asedio de Montevideo, la Banda Oriental se convirtió en una parte integral del Brasil independiente. En 1825, el recién nombrado Uruguay se convirtió en una nación independiente. 
En 1843, Portugal abrió un consulado en Montevideo. En octubre de 1910, Uruguay reconoció a la Primera República Portuguesa. En mayo de 1918, Uruguay reconoció al presidente Sidónio Pais y su gobierno. 
En octubre de 1998, el presidente uruguayo, Julio María Sanguinetti, realizó una visita a Oporto, Portugal para asistir a la VIII Cumbre Iberoamericana. En 2003, el presidente portugués, Jorge Sampaio, realizó una visita oficial a Uruguay. En noviembre de 2006, el presidente de Portugal, Aníbal Cavaco Silva, y el primer ministro, José Sócrates, realizaron una visita a Uruguay para asistir a la XVI Cumbre Iberoamericana en Montevideo. En septiembre de 2007, el presidente uruguayo, Tabaré Vázquez, realizó una visita oficial a Portugal.
En junio de 2019, la Unión Europea (lo cual incluye a Portugal) y Mercosur (lo cual incluye a Uruguay) firmaron un acuerdo de libre comercio.

## Visitas de alto nivel
Visitas de alto nivel de Portugal a Uruguay
- Presidente Jorge Sampaio (2003)
- Presidente Aníbal Cavaco Silva (2006)
- Primer ministro José Sócrates (2006)
- Ministro de Comercio Extranjero Luis Campos Ferreira (2015)
- Subsecretaria de Relaciones Exteriores Teresa Ribeiro (2016)

Visitas de alto nivel de Uruguay a Portugal
- Presidente Julio María Sanguinetti (1998)
- Presidente Tabaré Vázquez (2007)
- Ministro de Relaciones Exteriores Pedro Vaz (2009)
- Ministro de Relaciones Exteriores Rodolfo Nin Novoa (2018)

## Acuerdos bilaterales
Ambas naciones han firmado varios acuerdos bilaterales como un Acuerdo sobre el comercio del vino (1877); Acuerdo Comercial (1957); Acuerdo para la exención de visas para fines turísticos o comerciales por hasta tres meses (1985); Acuerdo Cultural (1992); Acuerdo para la promoción y protección mutua de inversiones (1997); Acuerdo de Cooperación en el ámbito del turismo (1998); Acuerdo para la prevención y represión del tráfico ilícito de estupefacientes y sustancias psicotrópicas y sus sustancias y productos químicos esenciales (1998); Acuerdo de Cooperación para la Defensa (2007); Acuerdo de Cooperación Económica (2007); Acuerdo para evitar la doble imposición y prevenir la evasión fiscal en materia de impuestos a la renta y al patrimonio y protocolo respectivo (2009); Memorando de Entendimiento para consultas políticas de alto nivel (2018) y un Acuerdo sobre el ejercicio de actividades profesionales remuneradas por familiares de personal diplomático, administrativo y técnico de misiones diplomáticas y oficinas consulares (2018).

## Misiones diplomáticas residentes
- Portugal tiene una embajada en Montevideo.[7]
- Uruguay tiene una embajada en Lisboa.[8]